# Recobrimento (topologia)

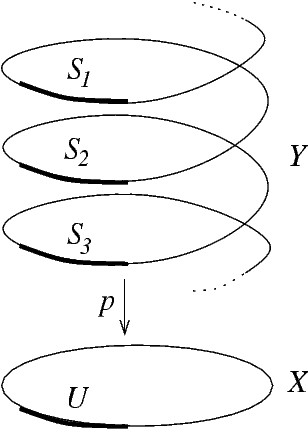
Uma cobertura

Em topologia, um espaço de recobrimento, ou simplesmente recobrimento, de um espaço topológico X conexo por arcos é uma aplicação contínua {\displaystyle p:Y\rightarrow X}, onde Y é um espaço conexo por arcos e p é tal que cada ponto de X tem uma vizinhança U cuja imagem recíproca é um conjunto com componentes conexas {\displaystyle S_{i}} de modo que cada {\displaystyle p|_{S_{i}}:S_{i}\rightarrow U} é um homeomorfismo. 
O termo cobertura às vezes é empregado como sinônimo de recobrimento, mas este uso pode causar confusão com a noção de cobertura aberta.
O grau de uma cobertura {\displaystyle p:Y\rightarrow X} é o cardinal de {\displaystyle p^{-1}(x)}, para qualquer {\displaystyle x\in X}.
O grupo de um recobrimento {\displaystyle p:Y\rightarrow X} é constituído pelas aplicações contínuas
{\displaystyle \phi :Y\rightarrow Y} tais que {\displaystyle p\circ \phi =p}.

## Recobrimentos universais
Um recobrimento {\displaystyle p:Y\rightarrow X}, onde Y é simplesmente conexo, é dito um recobrimento universal de X.
O grupo fundamental de X é o grupo de um recobrimento universal de X.